# Leucothyreus chiriguanus
Leucothyreus chiriguanus är en skalbaggsart som beskrevs av Ohaus 1917. Leucothyreus chiriguanus ingår i släktet Leucothyreus och familjen Rutelidae. Inga underarter finns listade i Catalogue of Life.